# Ổ sinh thái

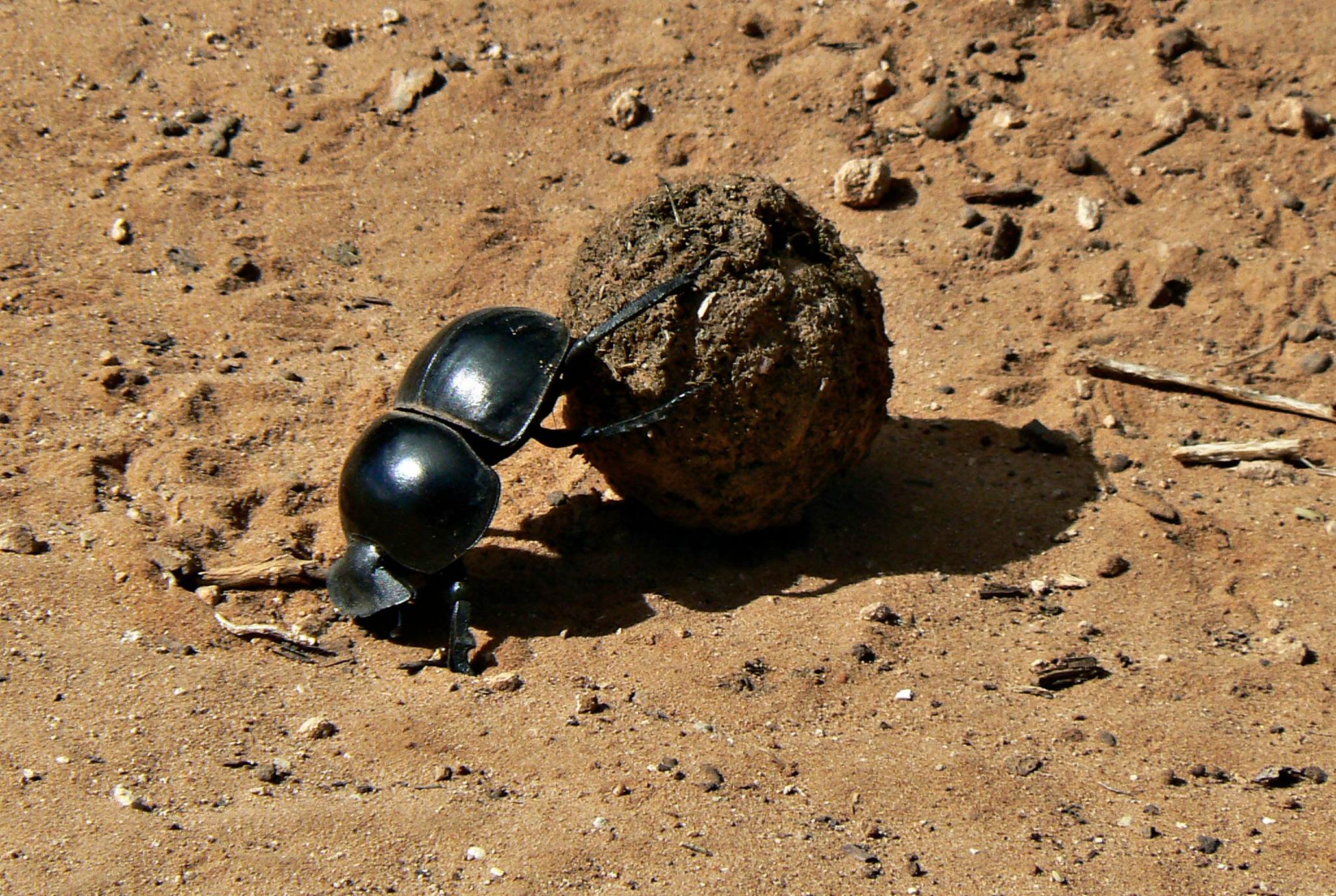
Bọ phân không bay chiếm giữ một ổ sinh thái: khai thác phân động vật làm nguồn thức ăn.

Trong sinh thái học, một ổ là sự phù hợp của một loài với một điều kiện môi trường cụ thể. Nó mô tả cách mà một sinh vật hoặc quần thể phản ứng với phân bố nguồn sống và các đối thủ cạnh tranh (ví dụ: bằng cách phát triển khi nguồn sống dồi dào và khi hiếm động vật ăn thịt, ký sinh và mầm bệnh) và cách mà nó thay đổi những yếu tố tương tự ấy (ví dụ: giới hạn tiếp cận nguồn sống bởi các sinh vật khác, đóng vai trò là nguồn thức ăn cho động vật ăn thịt và loài tiêu thụ con mồi). "Loại và số lượng biến đổi là tập hợp gồm kích thước của một ổ môi trường thay đổi từ loài này sang loài khác [và] tầm quan trọng tương đối của những biến đổi môi trường cụ thể với một loài có thể thay đổi tùy theo bối cảnh địa lý và sinh học".
Ổ Grinnel được xác định bởi sinh cảnh mà một loài sinh sống và những tập tính thích nghi đi kèm. Ổ Elton nhấn mạnh rằng một loài không chỉ phát triển và phản ứng với môi trường, mà còn có thể thay đổi môi trường và tập tính khi nó lớn lên. Ổ Hutchinson sử dụng toán học và thống kê để cố giải thích cách mà các loài cùng tồn tại trong một quần thể nhất định.
Khái niệm về ổ sinh thái là trọng tâm của ngành địa sinh học sinh thái, chú trọng vào những mô hình không gian của các quần thể sinh thái. "Sự phân bố của loài và động lực học của chúng theo thời gian là kết quả của những đặc tính của loài, biến đổi môi trường..., và tương loài giữa hai loài—cụ thể là khả năng của một số loài (đặc biệt là loài người chúng ta), nhằm điều chỉnh môi trường của chúng và làm thay đổi động lực phạm vi của nhiều loài khác." Sự thay đổi của một ổ sinh thái bởi sinh vật cư ngụ là đề tài của thiết kế ổ.
Đa số loài tồn tại trong một ổ sinh thái tiêu chuẩn, chia sẻ tập tính, thích nghi và đặc tính chức năng tương tự như những loài có quan hệ chặt chẽ khác ở cùng một lớp phân loại rộng, nhưng vẫn có những ngoại lệ. Một ví dụ điển hình về loài lấp đầy ổ không chuẩn là chim kiwi không bay và sống trên mặt đất của New Zealand; loài chim này ăn giun và các sinh vật khác trên mặt đất, đồng thời cư ngụ trong một ổ như động vật có vú. Địa sinh học đảo có thể giúp giải thích các loài trên đảo và những ổ chưa được lấp đầy.

## Ổ Grinnell
Ý nghĩa sinh thái của ổ (niche) bắt nguồn từ việc ổ có nghĩa là một hốc tường để đặt một bức tượng, có lẽ bản thân nó bắt nguồn từ từ nicher trong tiếng Pháp Trung cổ, có nghĩa là tổ (tiếng Anh: nest). Thuật ngữ này do nhà tự nhiên học Roswell Hill Johnson đặt ra, song Joseph Grinnell có lẽ là người đầu tiên sử dụng nó trong một chương trình nghiên cứu vào năm 1917, trong bài báo "The niche relationships of the California Thrasher" (tiếng Việt: Mối quan hệ ổ của chim họa mi đỏ California) của ông.
Khái niệm ổ Grinnell trình bày ý tưởng rằng ổ của một loài được xác định bởi sinh cảnh mà nó sinh sống và những tập tính thích nghi đi kèm. Nói cách khác, ổ là tổng hợp các yêu cầu sinh cảnh và tập tính cho phép một loài tồn tại và sinh con. Ví dụ, tập tính của loài chim họa mi đỏ California phù hợp với sinh cảnh chaparral mà nó sinh sống—nó sinh sản và kiếm ăn trong bụi rậm và thoát khỏi những loài săn mồi bằng cách di chuyển từ bụi rậm này sang bụi rậm khác. 'Ổ' của nó được xác định bằng bổ sung khéo léo giữa tập tính và đặc tính hình thể của chim họa mi đỏ (màu ngụy trang, cánh ngắn, chân khỏe) với sinh cảnh này.

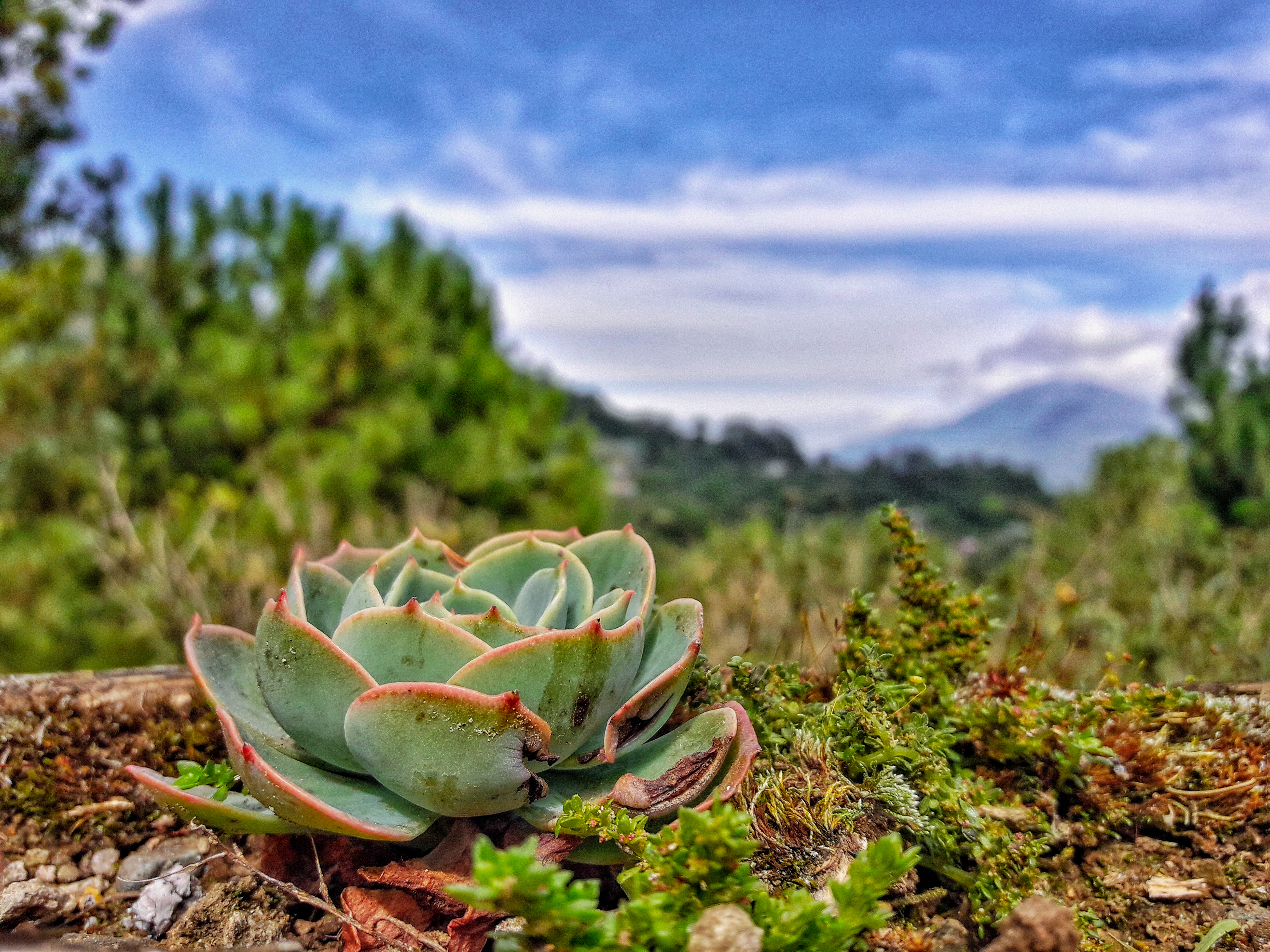
Ổ Grinnellian có thể được miêu tả là ổ "nhu cầu", hoặc một khu vực đáp ứng những yêu cầu về môi trường cho sự tồn tại của một sinh vật. Hầu hết thực vật mọng nước có nguồn gốc ở những vùng khô cằn như sa mạc và cần nhiều ánh nắng mặt trời.

Ổ Grinnell có thể được xác định bởi những biến đổi phi tương tác (phi sinh học) và điều kiện môi trường trên quy mô rộng. Những biến đổi quan trọng trong lớp ổ này bao gồm nhiệt độ trung bình, lượng mưa, bức xạ mặt trời và khía cạnh địa hình ngày càng trở nên dễ tiếp cận trên quy mô không gian. Phần lớn tài liệu chú trọng vào cấu trúc ổ Ginnell, thường từ góc độ khí hậu, nhằm giải thích sự phân bố và độ dồi dào. Những phép dự đoán hiện tại về phản ứng của loài đối với biến đổi khí hậu chủ yếu dựa vào dự đoán những điều kiện môi trường bị biến đổi trên sự phân bố loài. Tuy nhiên, giới khoa học ngày càng thừa nhận rằng biến đổi khí hậu cũng tác động đến tương tác của các loài và góc nhìn Elton có thể dễ dàng giải thích những quá trình này.
Góc nhìn này của ổ cho phép tồn tại cả những đơn vị sinh thái tương đương và những ổ trống. Một đơn vị sinh thái tương đương với một sinh vật là một sinh vật từ một nhóm phân loại khác thể hiện thích nghi tương tự trong sinh cảnh tương tự, ví dụ như thực vật mọng nước khác nhau lần lượt được tìm thấy ở sa mạc, xương rồng và đại kích ở Mỹ và châu Phi. Một ví dụ khác, thằn lằn anole ở Đại Antilles là một ví dụ hiếm gặp của tiến hóa hội tụ, bức xạ thích ứng và sự tồn tại của đơn vị sinh thái tương đương: thằn lằn anole tiến hóa trong sinh cảnh vi mô tương tự độc lập với nhau và tạo ra kiểu hình thái sinh thái giống nhau trên cả bốn hòn đảo.

## Ổ Elton
Năm 1927, nhà sinh thái học người Anh Charles Sutherland Elton đã định nghĩa ổ như sau: "'Ổ' của một động vật tức là vị trí của nó trong môi trường sinh học, quan hệ của nó với thức ăn và kẻ thù."

Elton phân loại ổ theo các hoạt động kiếm ăn ("tập tính kiếm ăn"):
Ví dụ, có cái ổ bị lấp đầy bởi những con chim chuyên săn mồi những động vật nhỏ như chuột chù và chuột nhắt. Trong một khu rừng sồi, cái ổ này bị lấp đầy bởi cú vàng nâu, trong khi ở đồng cỏ trống nó lại bị chim cắt chiếm giữ. Sự tồn tại của ổ sinh vật ăn thịt này phụ thuộc vào thực tế nữa là chuột nhắt hình thành ổ động vật ăn cỏ rõ ràng trong nhiều liên hệ khác nhau, bất chất loài chuột nhắt thực tế có thể khá khác nhau.

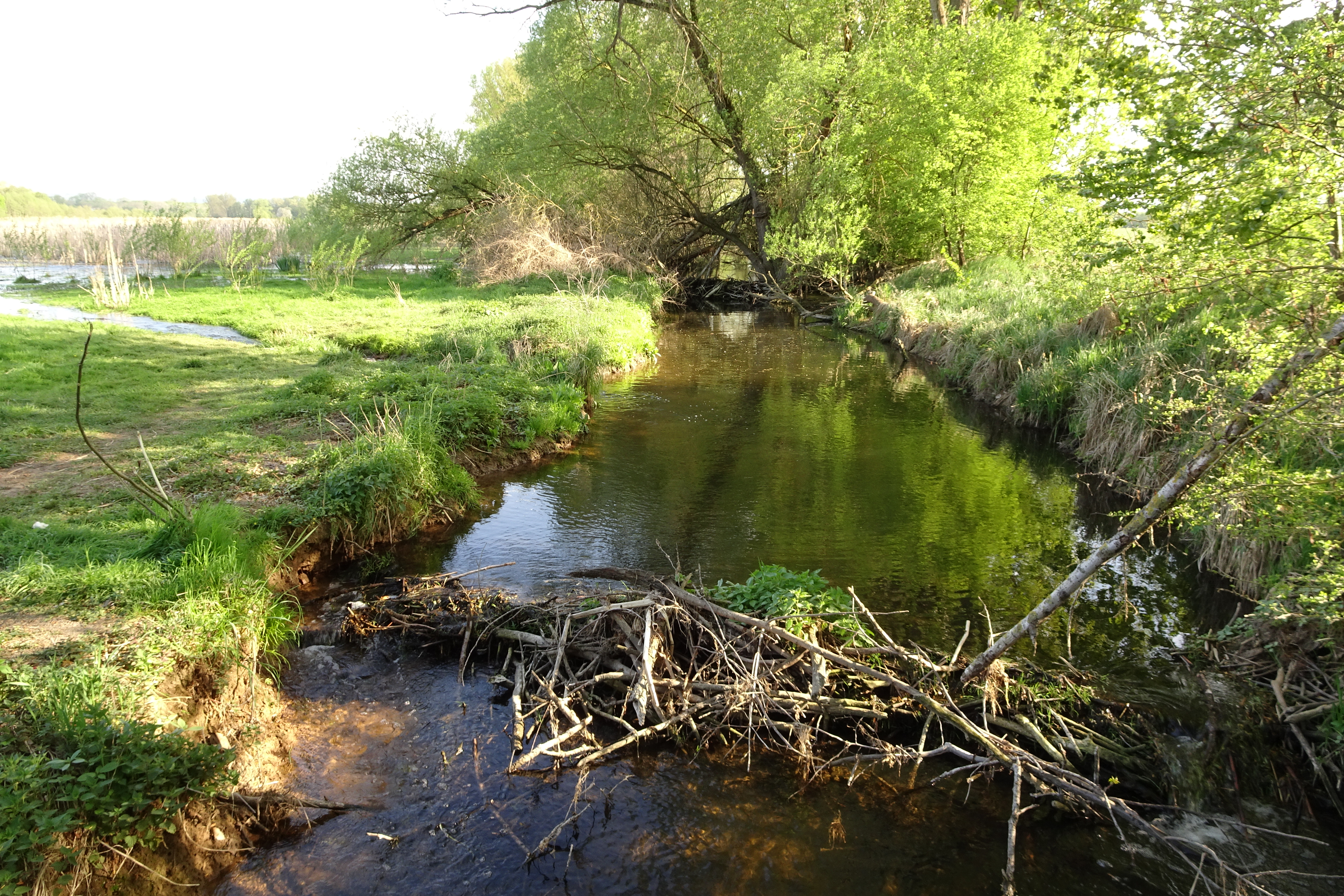
Đập hải ly ở Hessen, Đức. Bằng cách khai thác nguồn sống gỗ sẵn có, hải ly đang tác động đến điều kiện sinh học đối với những loài khác sống trong sinh cảnh của chúng.

Về mặt khái niệm, ổ Elton giới thiệu ý tưởng về phản ứng và tác động của một loài lên môi trường. Không như những khái niệm ổ khác, nó nhấn mạnh rằng một loài không chỉ phát triển và phản ứng với môi trường dựa trên nguồn sống, động vật ăn thịt và điều kiện khí hậu sẵn có, mà còn thay đổi tính sẵn có và tập tính của những yếu tố ấy khi nó phát triển. Ở một ví dụ điển hình, hải ly yêu cầu một số nguồn sống nhất định để tồn tại và sinh sản, nhưng cũng xây dựng các đập làm thay đổi dòng chảy của dòng sông nơi hải ly sinh sống. Do đó, hải ly tác động đến điều kiện sinh học và phi sinh học của các loài khác sống trong và gần đầu nguồn. Ở một trường hợp ít gặp hơn, những sinh vật cạnh tranh tiêu thụ nguồn sống ở các tỷ lệ khác nhau có thể dẫn đến chu kỳ trong mật độ nguồn sống phân biệt giữa các loài. Các loài không chỉ phát triển khác nhau liên quan đến mật độ nguồn sống, mà sự gia tăng quần thể của chính chúng có thể tác động đến mật độ nguồn sống theo thời gian.
Ổ Elton chú trọng vào các tương tác sinh học và động lực học sinh vật tiêu thụ-nguồn sống (các biến đổi sinh học) trên quy mô địa phương. Do phạm vi chú trọng hẹp, những bộ dữ liệu đặc trưng cho ổ Elton thường ở dạng nghiên cứu thực địa chi tiết về các hiện tượng cá nhân cụ thể, vì động lực của lớp ổ này rất khó đo đếm ở quy mô địa lý rộng. Tuy nhiên, ổ Elton có thể hữu ích trong giải thích khả năng chịu đựng thay đổi toàn cầu của một loài. Do những điều chỉnh trong tương tác sinh học chắc chắn sẽ làm thay đổi các yếu tố phi sinh học, nên ổ Elton có thể hữu ích trong miêu tả phản ứng tổng thể của một loài đối với môi trường mới.

## Ổ Hutchinson

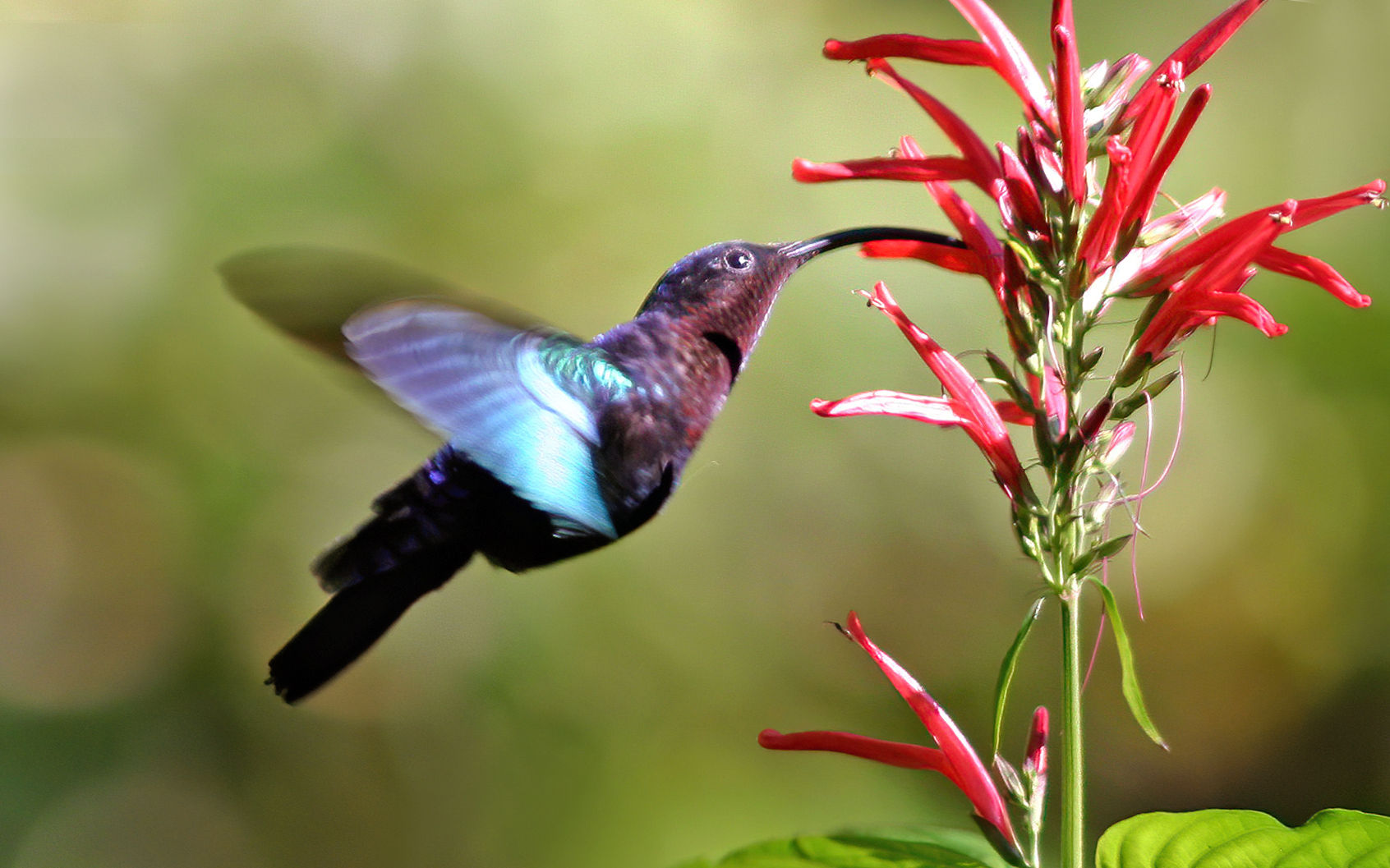
Hình dạng mỏ của loài chim ruồi họng tím này bổ trợ cho hình dạng của bông hoa và đồng tiến hóa với nó, cho phép nó khai thác mật hoa dưới dạng nguồn sống.

Ổ Hutchinson là một "siêu thể tích n chiều", trong đó các chiều là điều kiện môi trường và nguồn sống, xác định những yêu cầu của một cá thể hoặc một loài để tiền hành cách sống của nó, mà cụ thể hơn là để quần thể của nó tồn tại. "Siêu thể tích" định nghĩa không gian đa chiều của nguồn sống (ví dụ: ánh sáng, chất dinh dưỡng, cấu trúc, v.v.) có sẵn và cụ thể do các sinh vật sử dụng, và "mọi loài khác với những loài đang được xem xét đều được xem là một phần của tọa độ hệ thống."
Khái niệm ổ do nhà động vật học G. Evelyn Hutchinson phổ biến vào năm 1957. Hutchinson đặt ra câu hỏi tại sao có quá nhiều loại sinh vật ở bất kỳ sinh cảnh nào. Công trình của ông đã truyền cảm hứng cho nhiều nhà sinh học khác phát triển các mô hình để giải thích có bao nhiêu và mức độ loài cùng tồn tại tương đồng như thế nào có thể ở  một quần thể nhất định và dẫn đến các khái niệm về 'bề rộng ổ' (tính đa dạng của các nguồn sống hoặc môi trường sống mà một loài nhất định sử dụng), 'phân hóa ổ' (phân hóa nguồn sống theo các loài cùng tồn tại) và 'chồng chéo ổ' (tính chồng chéo của nguồn sống mà các loài khác nhau sử dụng).

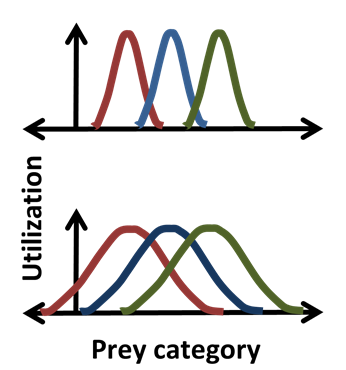
Khi ba loài ăn một số con mồi giống nhau, một bức hình thống kê từng ổ cho thấy sự chồng chéo trong sử dụng nguồn sống giữa ba loài, thể hiện nơi cạnh tranh mạnh nhất.

Số liệu thống kê đã được Robert MacArthur và Richard Levins đưa vào ổ Hutchinson bằng cách sử dụng ổ 'nguồn sống-tận dụng' qua các biểu đồ để mô tả 'tần suất xảy ra' như một hàm của tọa độ Hutchinson. Vì vậy, ví dụ như một phép phân phối Gauss có thể miêu tả tần suất mà một loài ăn con mồi có kích thước nhất định, đưa ra mô tả ổ chi tiết hơn là chỉ ghi rõ một vài số trung vị hoặc kích thước con mồi trung bình. Đối với phân bố dạng hình chuông kiểu như vậy, vị trí, bề rộng và hình thái của ổ tương ứng với giá trị trung bình, độ lệch chuẩn và chính độ phân phối thực tế của ổ. Một lợi thế trong sử dụng số liệu thống kê được minh họa trong hình, trong đó rõ ràng là đối với các khu vực phân bố hẹp hơn (phía trên) không có cạnh tranh về con mồi giữa các loài ngoài cùng bên trái và ngoài cùng bên phải, trong khi đối với khu vực phân bố rộng hơn (phía dưới), sự chồng chéo của ổ cho thấy cạnh tranh có thể xảy ra giữa tất cả các loài. Cách tiếp cận nguồn sống-tận dụng mặc nhận rằng cạnh tranh không chỉ có thể xảy ra mà nó còn xảy ra và sự chồng chéo trong sử dụng nguồn sống trực tiếp cho phép ước tính những hệ số cạnh tranh. Tuy nhiên, nguyên lý này có thể bị nhầm lẫn vì nó bỏ qua những tác động mà nguồn sống của từng loại lên sinh vật và tác động của sinh vật đối lên nguồn sống của từng loại. Chẳng hạn, nguồn sống trong vùng chồng chéo có thể không bị giới hạn, trong trường hợp đó không có cạnh tranh đối với nguồn sống này mặc cho chồng chéo ổ.

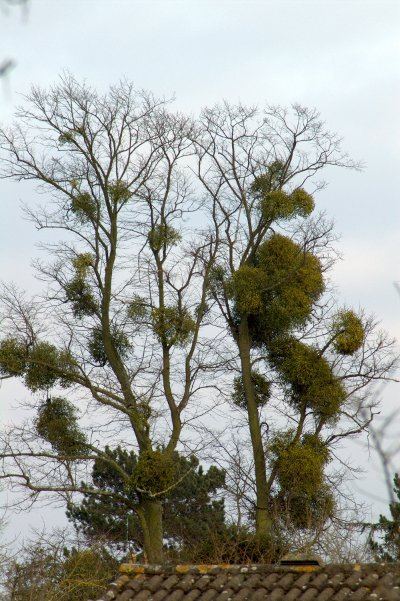
Là một cây bán ký sinh, cây tầm gửi trong loài cây này khai thác vật chủ của nó để lấy chất dinh dưỡng và dùng làm nơi phát triển.

Một sinh vật không có sự can thiệp từ các loài khác có thể sử dụng đầy đủ điều kiện (sinh học và phi sinh học) và các nguồn sống mà nó có thể tồn tại và sinh sản được gọi là ổ cơ bản của nó. Tuy nhiên, do áp lực và tương tác với các loài sinh vật khác (tức là cạnh tranh giữa các loài) mà sinh vật thường buộc phải chiếm một nơi thích hợp hẹp hơn thế và chúng hầu như thích nghi cao; đây được gọi là bề rộng ổ xác định. Hutchinson đã sử dụng ý tưởng cạnh tranh nguồn sống làm cơ chế chính điều khiển hệ sinh thái, nhưng việc quá chú trọng vào trọng tâm này đã chứng tỏ là một trở ngại đối với khái niệm ổ. Đặc biệt, việc nhấn mạnh quá mức vào sự phụ thuộc của một loài vào nguồn sống lại dẫn đến việc nhấn mạnh quá ít vào tác động của sinh vật lên môi trường của chúng, chẳng hạn như chiếm giữ và xâm lấn.
Thuật ngữ "vùng thích nghi" do nhà cổ sinh vật học George Gaylord Simpson đặt ra để giải thích làm sao mà một quần thể có thể nhảy từ ổ này sang ổ khác phù hợp với nó, nhảy sang 'vùng thích ứng', có thể có được nhờ một số điều chỉnh hoặc có thể là thay đổi trong chuỗi thức ăn, làm cho vùng thích nghi hợp với nó mà không có gián đoạn trong cách sống của nó vì nhóm đã 'thích nghi trước' với cơ hội sinh thái mới.
Một ổ là một phân khúc cực kỳ đặc trưng của không gian sinh thái do một loài duy nhất chiếm giữ. Với giả định rằng không có hai loài giống hệt nhau về mọi mặt (được gọi là 'tiên đề bất bình đẳng' của Hardin)) và nguyên lý loại trừ cạnh tranh, một số khía cạnh nguồn sống hoặc thích nghi sẽ cung cấp một ổ cụ thể cho từng loài. Tuy nhiên, các loài có thể chung 'lối sống' hoặc 'chiến lược sinh thái học đơn loài', những định nghĩa rộng hơn về không gian sinh thái. Ví dụ, những loài ở đồng cỏ Úc (mặc dù khác với các loài ở đồng cỏ Đại Bình nguyên Bắc Mỹ) song lại thể hiện những lối sống tương tự.
Biểu diễn toán học về ổ cơ bản của một loài trong không gian sinh thái và phép hình chiếu tiếp theo của nó trở lại không gian địa lý, là lĩnh vực của mô hình ổ.

## Thuyết ổ đương đại
Thuyết ổ đương đại (còn được gọi là "thuyết ổ cổ điển" trong một số ngữ cảnh) là một khuôn mẫu mà ban đầu được thiết kế để dung hòa những định nghĩa khác nhau về ổ (xem các định nghĩa của ổ Grinnell, Elton và Hutchinson ở trên) và để giúp giải thích các quá trình cơ bản tác động đến phương hệ Lotka–Volterra trong một hệ sinh thái. Khuôn mẫu xoay quanh "các mô hình nguồn sống-sinh vật tiêu thụ", chủ yếu phân chia một hệ sinh thái nhất định thành các nguồn sống (ví dụ: ánh sáng mặt trời hoặc nước có sẵn trong đất) và sinh vật tiêu thụ (ví dụ: bất kỳ sinh vật sống nào, kể cả thực vật và động vật) và cố gắng xác định phạm vi của những mối quan hệ có thể có thể tồn tại giữa hai nhóm.
Trong thuyết ổ đương đại, "ổ tác động" được định nghĩa là sự kết hợp những tác động mà một sinh vật tiêu thụ nhất lên cả nguồn sống mà nó sử dụng lẫn sinh vật tiêu thụ khác trong hệ sinh thái. Do đó, ổ tác động tương tự với ổ Elton vì cả hai khái niệm đều được xác định bởi tác động của một loài nhất định lên môi trường của nó.
Phạm vi các điều kiện môi trường nơi một loài có thể tồn tại và sinh sản thành công (tức là định nghĩa của Hutchinson về một ổ xác định) cũng được gộp vào thuyết ổ hiện đại, được gọi là "ổ yêu cầu". Ổ yêu cầu bị giới hạn bởi cả tính sẵn có của nguồn sống cũng như tác động của sinh vật tiêu thụ cùng tồn tại (ví dụ: các loài cạnh tranh và loài săn mồi).

### Cùng tồn tại theo thuyết ổ đương đại
Thuyết ổ đương đại cung cấp ba yêu cầu phải được đáp ứng để hai loài (sinh vật tiêu thụ) cùng tồn tại:
1. Các ổ yêu cầu của cả hai sinh vật tiêu thụ phải chồng chéo.
2. Mỗi sinh vật tiêu thụ phải cạnh tranh với nhau để giành được nguồn sống mà nó cần nhất. Ví dụ, nếu hai thực vật (P1 và P2) đang cạnh tranh nitơ và phosphor trong một hệ sinh thái nhất định, chúng sẽ chỉ cùng tồn tại nếu chúng bị hạn chế bởi các nguồn sống khác nhau (có thể P1 bị nitơ hạn chế bởi còn P2 bị phosphor hạn chế) và mỗi loài phải cạnh tranh vượt trội so với các loài khác để đoạt được nguồn sống ấy (P1 cần thu được nitơ tốt hơn còn P2 cần thu được phosphor tốt hơn). Theo trực giác, điều này có ý nghĩa từ góc độ ngược lại: Nếu cả hai sinh vật tiêu thụ bị giới hạn bởi cùng một nguồn sống, thì một trong hai loài cuối cùng sẽ là loài cạnh tranh tốt hơn và chỉ loài đó sẽ tồn tại. Ngoài ra, nếu P1 bị cạnh tranh về nitơ (nguồn sống mà nó cần nhất) thì nó sẽ không tồn tại được. Tương tự, nếu P2 bị cạnh tranh phosphor, nó cũng sẽ không tồn tại được.
3. Tính sẵn có của các nguồn sống hạn chế (nitơ và phosphor trong ví dụ nêu trên) trong môi trường là tương đương nhau.

Những yêu cầu này đều thú vị và gây tranh cãi vì chúng yêu cầu hai loài bất kỳ có chung một môi trường nhất định (có các ổ yêu cầu chồng chéo) nhưng về cơ bản lại khác nhau về cách mà chúng sử dụng (hoặc "tác động") môi trường ấy. Những yêu cầu này đã nhiều lần bị vi phạm bởi các loài không bản địa (tức là là loài du nhập và xâm lấn), thường cùng tồn tại với các loài mới trong phạm vi không bản địa của chúng, nhưng dường như không bị hạn chế các yêu cầu này. Nói cách khác, thuyết ổ đương đại dự đoán rằng các loài sẽ không thể xâm chiếm những môi trường mới bên ngoài ổ yêu cầu (hay ổ xác định) của chúng, tuy nhiên nhiều ví dụ về giả định này đã được ghi chép đầy đủ. Ngoài ra, thuyết ổ đương đại dự đoán rằng các loài sẽ không thể thiết lập trong môi trường nơi mà các loài khác đã tiêu thụ nguốn theo cách tương tự như các loài sắp tới, tuy nhiên các ví dụ về giả định này cũng rất nhiều.

## Phạm vi địa lý và ổ

Biểu đồ thể hiện những tác động của loại trừ cạnh tranh lên loài hà biển Chthamalus stellatus ở vùng bãi triều. Những phạm vi địa lý cơ bản và xác định của C. stellatus được thể hiện lần lượt bằng các thanh màu xanh đậm và xanh nhạt.

Biểu đồ miêu tả cách mà một ổ nhận diện khớp với một ổ cơ bản tùy thuộc vào những yếu tố phi sinh học khác nhau

Phạm vi địa lý của một loài có thể được xem như để phản ánh không gian ổ của nó, cùng với các đặc điểm của khuôn mẫu địa lý và loài tác động đến khả năng định cư của nó. Phạm vi địa lý cơ bản của một loài là khu vực mà loài đó chiếm giữ có điều kiện môi trường thuận lợi, không bị hạn chế từ các chướng ngại đến phân tán hoặc định cư. Một loài sẽ bị giới hạn trong phạm vi địa lý xác định của nó khi đối mặt với những tương tác sinh học hoặc chướng ngại phi sinh học làm hạn chế phân tán, một tập hợp con hẹp hơn của phạm vi địa lý cơ bản của nó.
Một nghiên cứu sơ khai về ổ sinh thái do Joseph H. Connell tiến hành đã phân tích các yếu tố môi trường làm hạn chế phạm vi sinh sống của một con hà biển (Chthamalus stellatus ) trên Đảo Cumbrae của Scotland. Trong thí nghiệm của mình, Connell đã mô tả những đặc điểm nổi bật của các ổ C. stellatus và đưa ra lời giải thích về sự phân bố của chúng trên vùng bãi triều của bờ biển đá trên Đảo. Connell miêu tả tả phần trên phạm vi phân bố của C. stellatus bị giới hạn bởi khả năng chống mất nước của hà biển trong thời kỳ thủy triều xuống. Phần thấp hơn của phạm vi bị giới hạn bởi những tương tác giữa các loài, cụ thể là cạnh tranh với một loài hàu sống chung và bị một con ốc sên ăn thịt. Bằng cách loại bỏ B. balanoides cạnh tranh, Connell cho thấy rằng C. stellatus có thể mở rộng góc dưới của ổ xác định trong trường hợp không có loại trừ cạnh tranh. Những thí nghiệm này chứng minh các yếu tố sinh học và phi sinh học làm hạn chế sự phân bố của một sinh vật ra sao.

## Tham số
Những kích thước khác nhau, hoặc các trục cắt biểu đồ, của một ổ đại diện cho những biến số sinh học và phi sinh học khác nhau. Những yếu tố này có thể bao gồm các miêu tả lịch sử sự sống, sinh cảnh, vị trí dinh dưỡng (vị trí trong chuỗi thức ăn) và phạm vi địa lý của sinh vật. Theo nguyên lý loại trừ cạnh tranh, không có hai loài nào có thể chiếm chung một ổ trong cùng một môi trường trong một thời gian dài. Những tham số của một ổ xác định được mô tả bằng bề rộng ổ xác định của loài đó. Một số loài thực vật và động vật (được gọi là loài chuyên hóa) cần sinh cảnh và môi trường xung quanh cụ thể để tồn tại, chẳng hạn như cú lông đốm, loài chuyên sống trong các khu rừng già. Những loài thực vật và động vật khác (được gọi là loài rộng sinh thái) không chuyên hóa và có thể tồn tại trong nhiều điều kiện, ví dụ như bồ công anh.